# Федоров Карім Хакімович
Карі́м Хакі́мович Фе́доров — майор Збройних Сил України, учасник російсько-української війни.

## Нагороди
- орден «За мужність» III ступеня (2022) — за особисту мужність і самовіддані дії, виявлені у захисті державного суверенітету та територіальної цілісності України, вірність військовій присязі[1]